# Jeffrey Wigand
Jeffrey Stephen Wigand (ur. 17 grudnia 1942 w Nowym Jorku) – amerykański biochemik, były wiceprezes do spraw badań i rozwoju w koncernie tytoniowym Brown & Williamson w Louisville w stanie Kentucky. Pracował nad zredukowaniem szkodliwości papierosów, a w 1996 nagłośnił sprawę manipulowania składem tytoniu w produktach Brown & Williamson. Obecnie wykłada na całym świecie jako ekspert i konsultant do spraw zagadnień związanych z tytoniem, i pracuje w organizacji non-profit Smoke-Free Kids Inc, która działa na rzecz pomocy młodym ludziom w rezygnacji z używania tytoniu.

## Życiorys
Jeffrey Wigand urodził się w Nowym Jorku. Dorastał na Bronksie, a później w Pleasant Valley w stanie Nowy Jork. Po krótkim pobycie w wojsku (w tym na krótkiej misji w Wietnamie) uzyskał tytuł magistra biochemii i doktorat z tej samej dziedziny na Uniwersytecie Stanu Nowy Jork w Buffalo. Pierwszą żonę, Lindę, poznał w 1970 roku, uczęszczając na zajęcia judo. Był również żonaty z Lucretią Mocks, z którą (podobnie jak z Lindą) rozwiódł się. 

## Kariera
Przed pracą w Brown & Williamson Wigand pracował dla kilku firm medycznych, w tym Pfizer, Johnson & Johnson i Biosonics . Ponadto był zatrudniony jako dyrektor generalny i dyrektor marketingu w Union Carbide w Japonii oraz jako starszy wiceprezes w Technicon Instruments .
Wigand stał się znany na całym świecie 4 lutego 1996. Pojawił się wtedy w programie informacyjnym stacji radiowej i telewizyjnej CBS 60 minut. Podczas trwania audycji stwierdził, że Brown & Williamson celowo mieszali tytoń z chemikaliami, takimi jak amoniak, aby zwiększyć efekt działania nikotyny zawartej w dymie papierosowym. Wigand twierdził, że w związku z tą sprawą był później nękany i otrzymywał anonimowe pogróżki. Sprawę tych pogróżek omówił w udzielonym później wywiadzie.
Wigand zaczął pracować dla Brown & Williamson w styczniu 1989 roku. Został zwolniony 24 marca 1993 roku. Twierdził później, że pozbawiono go pracy ponieważ wiedział, iż wysokiej rangi dyrektorzy korporacyjni świadomie zatwierdzili dodanie dodatków do swoich papierosów, o których wiadomo, że są rakotwórcze i/lub uzależniające, takie jak kumaryna. W 1993 roku firma Brown & Williamson zatrudniła Investigative Group International, aby zbadać jego życiorys. Wkrótce później firma wydała 500-stronicowy dokument zatytułowany „Niewłaściwe zachowanie Jeffreya S. Wiganda dostępne w rejestrze publicznym”, który przedstawiał Wiganda jako „kłamcę, złodzieja, plagiatora i oszusta”.
Wigand uczył też w jednym z liceów. Obecnie prowadzi wykłady dla różnych grup odbiorców na całym świecie, w tym dla dzieci, studentów, (między innymi medycyny i prawa) oraz różnorodnej grupy decydentów. Konsultował się z rządami krajów na całym świecie w sprawie polityki ograniczania użycia tytoniu (lista obejmuje między innymi Kanadę, Holandię, Szkocję, Izrael, Włochy, Maltę, Niemcy, Francję, Irlandię, Islandię i Japonię).

## Film
Aktor Russell Crowe zagrał Jeffreya Wiganda w filmie zatytułowanym Informator z 1999 roku w reżyserii Michaela Manna, w którym występują także Al Pacino i Christopher Plummer. Crowe dzięki tej roli uzyskał nominację do Oscara.

## Życie osobiste
Wigand jest żonaty z Hope Elizabeth May, amerykańską filozofką, pisarką i prawniczką, która jest profesorem na Central Michigan University w Mount Pleasant w stanie Michigan, gdzie mieszka.

## Tytuły honorowe
- Doktor honoris causa Instytutu Politechnicznego, Worcester
- Członek honorowy Medical Society of Nova Scotia, Kanada
- Doktor honoris causa Connecticut College